# ملیگانات
ملیگانات یا ماله‌گانت (انگلیسی: Maleagant) یکی از شخصیت‌های منفی در داستان‌های آرتوری (انگلیسی: Arthurian legends) است. او کسی است که ملگه گوئینویر، همسر شاه آرتور، را می‌رباید.

## ملواس
قدیمی‌ترین نسخه از داستان ملیگانات به صورت شاه ملواس توسط نویسنده ولزی قرن دوازدهمی، کاراداک لانکرافان، روایت شده‌است. کاراداک کتابی دربارهٔ زندگی گیلداس، راهب و مورخ بریتانیایی قرن ششم، نوشت. کاراداک در این کتاب گزارش می‌کند که هنگامی آرتور قصد داشت بر کل بریتانیا مسلط شود، ملواس که حاکم سامرست بود، گوئینور، همسر آرتور، را به قلعه‌ای در سامرست برده و زندانی می‌کند. آرتور لشکریانش را از کورنوال جمع کرده و به سامرست می‌رود اما باتلاق مانع پیشروی او می‌شود. در نهایت گیلداس راهب واسطه شده و دو پادشاه پیمان بستند که همسر آرتور به او بازگردانده شود.

## ملیگانات
در قصه‌های میزگرد، این داستان از نو مطرح می‌شود اما جغرافیا مبهم‌تر می‌شود و شخصیت‌ها تغییر می‌کنند. ملواس به ملیگانات تبدیل می‌شود و لانسه‌لات جای آرتور را به عنوان منجی و رهایی‌بخش می‌گیرد. ماجرای ربودن ملکه از قصه‌های رایج در افسانه‌های سلتی است.